# 國立斗六高級中學
國立斗六高級中學（或稱斗六高中、斗高、斗中）是位在臺灣雲林縣斗六市的一所普通型高級中等學校，設有普通科及體育班、美術班、數理資優班等特殊班。

## 校史

### 斗六國民學校
1900年代，斗六高中的西半部校地在日治時期為斗六尋常高等小學校，而小學校最初設立於1901年1月，在1902年11月，改為設置在斗六公學校（今鎮西國小）的小學科。1905年12月，改為嘉義小學校的斗六派遣教授所。1908年4月1日獨立為「斗六尋常高等小學校」。斗六憲兵分遣所（斗六守備隊）在1911年7月被裁撤後，嘉義廳便規劃將守備隊原址改為小學校校地，而新校舍在1912年11月完工，小學校從斗六公學校遷至此處。1929年，斗六神社設立在斗六尋常高等小學校東側。1941年4月，斗六尋常高等小學校改稱「斗六國民學校」。

### 原地設校
二戰後1946年4月15日，由臺灣省台南縣政府及地方熱心教育人士就斗六神社及斗六尋常高等小學舊址，創設台南縣立斗六初級中學，為斗六高中前身。隨後於1949年8月斗六初中增設高中部，並配合改隸更名為台南縣立斗六中學。1950年8月，再次配合改隸新劃設的雲林縣，更名為雲林縣立斗六中學。1954年8月，主管機關改為臺灣省政府教育廳，歸省隸，稱台灣省立斗六中學，簡稱省斗中，校園西方「省中街」也因此得名。1970年8月，停辦初中部，僅設高中部，故改制台灣省立斗六高級中學。1995年8月開始籌辦斗南分班，首年招生兩班，次年招收三班，在1999年停止招收，斗南分班為雲林縣立斗南高級中學前身。
2000年2月1日改隸中華民國教育部，更名國立斗六高級中學。

## 歷任校長
| 屆次 | 姓名   | 就任日期  | 卸任日期  |
| ---- | ------ | --------- | --------- |
| 1    | 吳景箕 | 1946年2月 | 1948年2月 |
| 2    | 林明海 | 1948年2月 | 1948年2月 |
| 3    | 魏景嶷 | 1948年8月 | 1951年7月 |
| 4    | 趙蘭亭 | 1951年8月 | 1952年7月 |
| 5    | 李樹梓 | 1952年8月 | 1962年7月 |
| 6    | 關 中  | 1962年8月 | 1967年7月 |
| 7    | 許俊哲 | 1967年9月 | 1971年8月 |
| 8    | 曹書勤 | 1971年9月 | 1978年7月 |
| 9    | 陳 震  | 1978年8月 | 1983年1月 |
| 10   | 周慶星 | 1983年2月 | 1985年1月 |
| 11   | 何瑞仁 | 1985年2月 | 1989年1月 |
| 12   | 蔡 勇  | 1989年2月 | 1993年1月 |
| 13   | 廖福榮 | 1993年8月 | 1999年7月 |
| 14   | 廖萬成 | 1999年8月 | 2003年7月 |
| 15   | 林明和 | 2003年8月 | 2007年7月 |
| 16   | 李世峰 | 2007年8月 | 2011年7月 |
| 17   | 劉永堂 | 2011年8月 | 2017年7月 |
| 18   | 羅聰欽 | 2017年8月 | 2025年7月 |
| 19   | 程俊堅 | 2025年8月 | 現任      |

## 教學與行政

#### 教學活動
- 地理野外實察：由地理、歷史科教師帶領學生到國內各地進行實地勘察與探訪。

- 綠城文學獎：由校內斗中青年社與社團活動組辦理，分別有極短篇小說組、散文組、新詩組，得獎作品會被刊登校刊“斗青文藝”。

### 行政
| 處室名稱   | 組織                                               |
| ---------- | -------------------------------------------------- |
| 校長室     | 內有校長室及秘書室                                 |
| 教學事務處 | 內有教學組、註冊組、設備組、試務組、特殊教育組     |
| 學生事務處 | 內有生活輔導組、訓育組、社團活動組、體育組、衛生組 |
| 教官室     | 教官室                                             |
| 輔導處     | 內有輔導資料組                                     |
| 圖書館     | 內有資訊媒體組                                     |
| 總務處     | 內有文書組、庶務組、出納組                         |
| 人事室     | 人事室                                             |
| 會計室     | 會計室                                             |

#### 特殊班級
該校設有數理資優班、美術班、及體育班。

## 姐妹校
日本
- 福岡市立西陵高等學校
- 東京都立戶山高等學校

## 外部連結
- 國立斗六高級中學網站（页面存档备份，存于）（繁體中文）